# ソニーネットワークコミュニケーションズ
ソニーネットワークコミュニケーションズ株式会社（英: Sony Network Communications Inc.）は、東京都港区に本社を置く日本の電気通信事業者。
ソニーの完全子会社。
日本・台湾でインターネットサービスプロバイダ「So-net」や、固定ブロードバンド光回線「NURO光」、仮想移動体通信サービス「nuroモバイル」といった通信事業を中心に、IoT、AI分野をはじめとするネットワーク領域での新規事業創出に注力している。

## 概要
インターネットサービスプロバイダ So-netの運営のために、ソニー株式会社、株式会社ソニー・ミュージックエンタテインメント、株式会社ソニーファイナンスインターナショナルの出資で設立された。
主力事業であるSo-netの会員数は、2018年6月現在、FTTH契約数は約282万人（モバイル会員・電話コース・こんてんつコース等の会員を含まず。）。2018年3月現在、国内の固定ブロードバンド回線のプロバイダの中ではYahoo!BB（ソフトバンク）・OCN（NTTコミュニケーションズ）・J:COM NET（ジュピターテレコム、KDDIグループ）に次いで4番目の規模で、通信キャリア系の事業者以外では首位。
モバイル通信事業では、かつてSo-net会員向けのオプションサービスとしてウィルコム・イーモバイルのPHSデータ通信を利用したモバイル通信サービスbitWarpを提供していたほか、NTTドコモ・UQコミュニケーションズのMVNOとして、「So-net モバイル LTE」「PLAY SIM/Prepaid LTE SIM」「So-net モバイルWiMAX 2+」の名称で一般使用者に対しモバイル回線の提供を行っている。また現在はSo-netとは別のサービスとして、「nuroモバイル」の名称でNTTドコモの携帯電話回線を使用したMVNOサービスを提供している。かつてはMVNEサービスも提供していたが、2019年5月に子会社のソニーネットワークコミュニケーションズスマートプラットフォーム株式会社に譲渡した。

## 沿革
- 1995年11月1日 - ソニー株式会社、株式会社ソニー・ミュージックエンタテインメント、株式会社ソニーファイナンスインターナショナルの共同出資により、ソニーコミュニケーションネットワーク株式会社として、会社設立
- 1996年1月 - So-netとして、ISP事業開始
- 1997年
  - 1月10日 - PostPetシリーズの1作目「PostPet for Macintosh β版」をリリース
  - 4月 - オンライン決済システム「Smash」のサービスを開始
- 1998年1月 - So-netの一次プロバイダでもあった、ソニーシステムデザイン（現：ソニーグローバルソリューションズ）が運営する法人向けインターネットプロバイダ Sinfonyの事業を授受。
- 1999年
  - 10月 - 設立間もないDeNAに出資（出資比率33%）し、リクルートとともに筆頭株主となる[3][4]
  - 11月 - 「プライバシーマーク」を、インターネットサービスプロバイダーとして初めて取得
- 2000年
  - 4月 - 株式会社デイブレイクの株式を取得して子会社化し、ソネットスポーツ・ドットコム株式会社に商号変更
  - 7月 - ソネット・ビィメディア株式会社を設立[5]
  - 9月 ソネット・エムスリー株式会社（現・エムスリー）を設立
- 2001年
  - 6月 - 親会社のソニーがトラッキングストックを発行
  - 8月 - ADSLサービス開始
- 2001年
  - 8月 - Bフレッツを使用した、光ファイバ接続サービスを開始
  - 9月 - ジャストシステムの子会社で、JustNetを運営するウェブオンラインネットワークスを買収
  - 10月 - ハーボットサービス開始
- 2002年
  - 4月 - 株式会社ウェブオンラインネットワークスを吸収合併
  - 5月 - TEPCOひかりを使用した、FTTH接続サービスを開始
- 2003年
  - 1月
    - デジタルメディアエンタテインメント株式会社から、CS放送「So-netチャンネル」（現・アジアドラマチックTV）の運営権を授受
    - ソネット・ビィメディアを吸収

  - 3月 - IP電話サービス開始
  - 6月 - 情報セキュリティマネジメント国際規格「BS7799」（現「ISO/IEC 27001:2005」）、国内「ISMS 認証基準」（現「JIS Q 27001:2006」）の両認証を、国内インターネットサービスプロバイダーとして初めて取得
- 2005年12月20日 - 東京証券取引所マザーズに上場
- 2006年
  - 7月7日 - 家電メーカー4社と、ソニー・当社が出資し、テレビポータルサービス株式会社（現：アクトビラ）を設立
  - 10月1日 - ソネットエンタテインメント株式会社に商号変更
  - 10月2日 - ソネットスポーツ・ドットコムを解散
- 2007年
  - 11月 - 本社を、東京都品川区大崎2丁目1番1号 ThinkPark Tower 10階に移転
  - 11月1日 - インターネット電子番組ガイド「Gガイド.テレビ王国」サービス開始
- 2008年
  - 1月17日 - 東京証券取引所一部に指定替え
  - 2月28日 - MVNO方式の最大7.2Mbps高速モバイル通信「bitWarp（EM）」サービス開始
  - 6月19日 - オンラインゲーム運営会社のゲームポットを買収し、完全子会社化
  - 7月31日 - ハーボットサービスを終了
- 2009年11月25日 - USENとの業務提携、及びISP事業の譲渡に関する協議を開始
- 2010年2月1日 - USENよりISP事業「Gyao光」（旧 BROAD-GATE 01）・「Gyao BB」を譲受
- 2011年
  - 1月31日 - オンライン決済サービス「Smash」を終了
  - 4月7日 - リモート録画予約サービス「CHAN-TORU」の運営を、ビジョンアーツより移管（Gガイド.テレビ王国に統合）
  - 10月3日 - MVNO方式の最大14Mbps高速モバイル通信「So-net モバイル 3G」サービス開始
- 2012年
  - 8月9日 - ソニーが株式の公開買い付けにより、ソネットエンタテインメントを完全子会社化すると発表
  - 12月 - 東京証券取引所市場第一部上場廃止
- 2013年
  - 1月1日 - ソニーの完全子会社となる
  - 1月 - DeNAの株式をソニーに譲渡[4]
  - 1月11日 - エムスリー（旧・ソネット・エムスリー）の株式を、ソニーに譲渡[6]
  - 2月1日 - 子会社としてソネットエンタテインメント株式会社を設立し、CS放送「アジアドラマチックTV」の事業を移管[7]
  - 4月 - 仮想移動体サービス提供者（MVNE）事業に参入[8]。
  - 4月15日 - 世界最速をうたう最大2GbpsのFTTHサービス「NURO光」の提供を発表　NUROブランドを使用開始
  - 7月1日 - ソネット株式会社に商号変更[9]
  - 12月25日 - 業界初のデータ通信が毎月500MB未満まで無料で提供する、格安SIMサービス「0 SIM」をデジモノステーション（発行は同じソニーグループであるエムオン・エンタテインメント）2月号付録にし、事実上nuroモバイルの個人向けサービスを開始
- 2014年4月1日 - bit-drive事業を、ソニービジネスソリューション株式会社から授受[10]。
- 2015年6月 - 下り最大概ね10Gbps のFTTHサービス「NURO 光 10G」を提供開始
- 2016年
  - 1月26日 - 「0 SIM」がデータ専用の他にSMS機能付き・音声機能付きプランの2プラン追加されて本格稼働開始。別途月額料金かかるがデータ専用プランと同じく500MB未満のデータ通信利用分は無料
  - 3月1日 - ソニーモバイルコミュニケーションズの完全子会社となる[11]
  - 5月6日 - 東京都品川区東品川4-12-3 品川シーサイドTSタワーへ本社を移転
  - 7月1日 - ソニーネットワークコミュニケーションズ株式会社に商号変更[12]　社章をSo-netロゴから、ソニーロゴに変更[13]
  - 9月 - LTE 通信サービスをリニューアルし、「NURO モバイル」スタート
- 2017年3月31日 - アクトビラの株式を、WOWOWに譲渡[14]
- 2018年
  - 3月 -  上り・下り最大概ね10Gbpsと上り・下り最大6Gbpsの新プラン「NURO 光 10GS/6GS」を追加
  - 4月1日 - ソネットエンタテインメント（現：ソラシア・エンタテインメント）の株式を、ソニー・ミュージックエンタテインメントに譲渡[7]
  - 10月 - スマートホームサービス「MANOMA」をスタート
- 2019年
  - 3月5日 - ソニーネットワークコミュニケーションズスマートプラットフォーム株式会社を設立[15]。
  - 5月1日 - 会社分割により仮想移動体サービス提供者（MVNE）事業を、ソニーネットワークコミュニケーションズスマートプラットフォーム株式会社に譲渡[15]。
  - 9月 - LPWA通信規格を用いたIoT向け通信サービス「ELTRES™ IoTネットワークサービス」提供開始
- 2020年3月 - 上り・下り最大概ね20Gbpsの新プラン「NURO 光 20Gs」を追加

## 主なサービス

### ISP事業（So-net）
主力事業。

### NURO光事業
アクセス回線を自社で設置・管理しており、自社だけが使用しているため、フレッツ光・auひかりをアクセス回線に使う他サービスと比べ、電力系通信事業者と同様に通信サービスの柔軟性が高いのが特徴。

### モバイル通信事業
- bitWarp - DDIポケット（現・ウィルコム）・イーモバイルのPHS回線を使用したMVNOサービス　So-net モバイル 3G、nuroモバイルに移行し、サービス終了
- So-net モバイル LTE（旧称：So-net モバイル 3G） - NTTドコモの携帯電話回線を使用した、So-net会員向けのMVNOサービス
- nuroモバイル - NTTドコモの携帯電話回線を使用した、一般向けのMVNO・MVNEサービス

### IoT事業
- MANOMA - スマートホームサービス

など

### クラウド＆アプリ事業
一部サービスは、ソニービズネットワークスが提供

### 法人向け事業
- bit-drive - 法人向けインターネットプロバイダ　クラウドサービス・回線サービスなどの各種サービスも実施　ソニービジネスソリューションが提供
- So-net for Biz - bit-drive・NUROネットワークを使用した法人向けの各種サービス
- NURO biz - NUROネットワークを使用した法人向けの各種サービス　ソニービズネットワークスが提供
- クラウド勤怠管理システム「AKASHI」

## 主な出身者
- 吉田憲一郎 - ソニーグループ株式会社取締役代表執行役会長CEO
- 十時裕樹 - ソニーグループ株式会社取締役代表執行役社長COO兼CFO
- 田中良和 - GREE創業者
- 谷村格 - エムスリー（旧・:ソネット・エムスリー）創業者
- 佐渡島隆平 - セーフィー創業者・代表取締役社長CEO

## 関連企業
- ソニーグループ
  - ソニー - 家電メーカー・グループの持株会社。設立時の株主
  - ソニーモバイルコミュニケーションズ - 親会社
  - ソニー・ミュージックエンタテインメント (日本) - 設立時の株主
  - ソニーファイナンスインターナショナル - 設立時の株主。2013年解散
  - 子会社
    - Qrio - IoT製品の開発・製造・販売等及びその運営サービスの提供
    - SMN - インターネット広告 旧：ソネット・メディア・ネットワークス
    - SoVeC - デジタルコミュニケーション領域におけるソリューションの提供
    - ソニービズネットワークス - 電気通信事業・ネットワークインテグレーション事業
    - ミーク - MVNE事業・無線通信（LPWA）事業（LTE-M方式・ELTRES方式） 旧社名はソニーネットワークコミュニケーションズスマートプラットフォーム
    - ソニーネットワークコミュニケーションズコネクト - 「NURO 光 Connect」・ソニーグループのIoT、スマートホームソリューションの提供
- 日本国外のSo-net[16]
  - So-net台湾 - So-net Entertainment Taiwanが運営。ADSL・光回線の提供、キャラクターライセンス管理、スマートフォンゲームアプリの開発・ローカライズ
    - ソネットゲームスタジオ - So-net Entertainment Taiwanの子会社。スマートフォンゲームアプリの開発・ローカライズ

  - So-net Singapore - Sony Marketing Asia Pacificが運営。2001年12月31日にサービス終了[17]
  - So-net UK - Sony United Kingdomが運営。2002年3月15日にサービス終了[18]
  - So-net USA - Sony Electronicsが運営。2002年3月31日にサービス終了[19]